# Liste der Bodendenkmale in Reinsberg (Sachsen)
In der Liste der Bodendenkmale in Reinsberg sind die Bodendenkmale der Gemeinde Reinsberg und ihrer Ortsteile nach dem Stand der Auflistung von Volkmar Geupel aus dem Jahr 1983 aufgelistet. Eventuelle Änderungen und Ergänzungen, insbesondere aus der Zeit nach der Wende, sind nicht berücksichtigt, da für Sachsen aktuell keine neueren allgemein zugänglichen Bodendenkmallisten vorliegen. Die Baudenkmale sind in der Liste der Kulturdenkmale in Reinsberg (Sachsen) aufgeführt.
| Denkmal-ID | Fundart            | Ortsteil        | Bezeichnung                                                      | Zeitstellung | Lage                                                                              | Bemerkungen | Bild |
| ---------- | ------------------ | --------------- | ---------------------------------------------------------------- | ------------ | --------------------------------------------------------------------------------- | --- | ---- |
| ?          | Befestigung > Burg | Bieberstein     | Wehranlage „Burg“, „Schloss“, „Neues Schloss“, „Oberbieberstein“ | Mittelalter  | nördlich im Ort auf einem Bergsporn über der Bobritzschaue                        | Höhenburg in Spornlage, durch Schloss überbaut und verändert, alte Bausubstanz (viereckiger Turm) ins Schloss integriert, Rest eines Abschnittsgrabens im Südosten, Schutz seit 13. Juli 1972 |      |
| ?          | Befestigung > Burg | Niederreinsberg | Wehranlage „Zollhaus“                                            | Mittelalter  | westsüdwestlich von Drehfeld am Hang über der Bobritzsch                          | Höhenburg in Spornlage, unregelmäßig-ovale Anlage, Abschnittsgraben on Nordwesten über Norden nach Nordosten, Schutz seit 14. Januar 1981                                                     |      |
| ?          | Altweg             | Niederreinsberg | Fernweg                                                          | Mittelalter  | westsüdwestlich von Drehfeld am Hang über der Bobritzsch, direkt östlich der Burg | Teilstück des mittelalterlichen Wegs von Meißen nach Freiberg Schutz seit 14. Januar 1981 |      |
| ?          | Befestigung > Burg | Oberreinsberg   | Wehranlage „Schloss“                                             | Mittelalter  | südwestlich des Orts auf einem Bergsporn über der Bobritzsch                      | Höhenburg in Spornlage, durch Renaissance-Schloss überbaut und verändert, veränderter und verbreiterter Graben im Norden, Osten und Süden erhalten, Schutz seit 28. Juni 1968                 |      |